# Bucida molinetii
Bucida molinetii — вид цветковых растений рода Буцида (лат. Bucida) семейства Комбретовые (лат. Combretaceae). Эндемик Кубы. Находится в опасности из-за сокращений мест обитания. Некоторые ботаники относят этот вид, как и все виды рода Буцида, к роду Терминалия.

## Синонимика
- Bucida correlliana Wilbur
- Bucida ophiticola Bisse
- Bucida spinosa Jenn.[2]